# Theodor Burchardi
Theodor Burchardi, né le 14 mai 1892 à Homberg et décédé le 12 août 1983 à Glücksburg, est un amiral allemand de la Kriegsmarine pendant la Seconde Guerre mondiale et récipiendaire de la Croix de chevalier de la Croix de fer avec feuilles de chêne.
Il fut responsable de l'organisation de l'évacuation de 2 millions de personnes de Courlande et de Prusse orientale à la fin de la Seconde Guerre mondiale dans l'opération Hannibal et l'évacuation de la Prusse-Orientale.